# میکل پروتا
میکل پروتا (انگلیسی: Mikel Roteta؛ زادهٔ ۱۶ ژانویهٔ ۱۹۷۰) بازیکن فوتبال اهل اسپانیا است.
از باشگاه‌هایی که در آن بازی کرده‌است می‌توان به باشگاه فوتبال رئال سوسیداد، باشگاه فوتبال رئال مورسیا، باشگاه فوتبال بارسلونا بی، باشگاه فوتبال مالاگا، باشگاه فوتبال خرز، و باشگاه فوتبال بارسلونا اشاره کرد.
وی همچنین در تیم ملی فوتبال زیر ۲۳ سال اسپانیا بازی کرده‌است.